# Етнічна автономія
Етнічна автономія - широке внутрішнє самоврядування, що надається окремим етнонаціональним спільнотам, які проживають у межах однієї держави і відрізняються від основної маси населення за мовою, культурою, релігією тощо. Така автономія, характерна самостійністю у вирішенні питань місцевого значення згідно з законами, ухваленими центральною владою, вважається однією з форм самовизначення народів, гарантованого міжнародним правом.
Новітня історія України знаменується певним досвідом впровадження автономії кількох різновидів. Так, 9 січня 1918 Українською Центральною Радою був ухвалений закон про національно-персональну автономію. Згідно з цим законом кожна з етнонаціональних спільнот Української Народної Республіки отримувала „право на самостійне влаштування свого національного життя, що здійснюється через органи Національного союзу, влада якого шириться на всіх його членів, незалежно від місця їх поселення в межах Української Народної Республіки”. Причому, великоросам, євреям і полякам право на національно-персональну автономію надавалося безпосередньо згаданим законом. Білоруси, чехи, молдовани, німці, татари, греки та болгари могли скористатися таким правом при умові, якщо до Генерального суду УНР поступить заява, підписана не менш як 10 тис. громадян, які підтверджують свою належність до даної нації. Заяви представників усіх інших націй розглядалися вже не Генеральним судом, а парламентом УНР.
Вищим виконавчим органом союзу була Національна рада, обрана демократичним шляхом Національними зборами. Національний союз мав законодавчі права та управлінські інституції, визначав свій бюджет, у тому числі за рахунок як державних коштів, так і за рахунок оподаткування членів союзу, представляв дану етнічну громаду перед державними і громадськими установами. Постанови Національних зборів підлягали затвердженню парламентом УНР.
В умовах радянської України, коли здійснювалася політика коренізації, етнонаціональні спільноти країни отримали право на національно-територіальну автономію. На кінець 20-х років 20 ст. в УСРР було утворено 25 національних районів (8 — російських, 7 — німецьких, 3 — грецькі, 3 — болгарські, 3 — єврейські, 1 польський), 1084 національні сільські та 59 єврейських, 9 російських і 2 німецькі селищні ради. Органи місцевої влади й управління на територіях цих національних адміністративно-територіальних одиниць у межах законодавства України опікувалися проблемами соціально-економічного, культурно-освітнього й духовного розвитку етнонаціональних спільнот.
В умовах незалежності України ст. 11 Основного закону держави всім етнічним спільнотам гарантоване право на збереження і подальший розвиток своєї етнічної, культурної, мовної та релігійної самобутності, а ст. 6 чинного Закону України „Про національні меншини в Україні” їм надається право на національно-культурну автономію. Розроблений в Україні проект Закону „Про національно-культурну автономію національних меншин в Україні”, відповідно до міжнародно-правових критеріїв передбачає можливість меншин через екстериторіальні органи національного самоврядування, громадські, релігійні та інші національні організації самостійно вирішувати питання збереження своєї групової ідентичності, розвитку національної культури, мови і традицій, а також представляти свої законні інтереси перед органами державної влади і місцевого самоврядування.
Основою національного самоврядування, згідно з цим Законом, визначається місцева національна община і створювані нею органи. Через прямі вибори національні меншини можуть створювати свої обласні та загальноукраїнські органи національного самоврядування. Закон визначає організаційно-правову основу національно-культурної автономії та національного самоврядування, їх структуру і механізми утворення, компетенцію, повноваження та взаємовідносини з органами місцевого самоврядування; матеріальну і фінансову основу, форми державної підтримки общинних бюджетів та контролю держави за їх ефективним витрачанням. Закон створює ґрунтовні правові засади для всебічного розвитку національних меншин як окремих етнічних спільнот, водночас органічно інтегрованих у багатокультурне українське суспільство.